# Seitokai Yakuindomo
Seitokai Yakuindomo (生徒会役員共, Seitokai Yakuin-domo) é uma série de mangá criada por Tozen Ujiie. A série foi publicada inicialmente em Maio de 2007 pela Revista Semanal Shõnen e ainda está em publicação. Os capítulos são publicados em volumes da Kodansha, com vinte e um  volumes lançados no Japão atualmente.
Uma adaptação em anime foi produzida pela GoHands, estreando no Japão pela TV Kanagawa em Julho de 2010.
Uma sequência foi ao ar em 4 de Janeiro de 2014, e atualmente 10 OVAs estão sendo produzidos.  

## História
Tsuda Takatoshi, um adolescente japonês comum entra na Academia Ousai (桜才学園, Ousai Gakuen), escola que era somente para garotas. Na entrada para a escola ele é surpreendido pela presidente do Conselho Estudantil, Shino Amakusa. Ela o convida para ser, junto de Aria Shichijou, a secretária e Suzu Hagimura, a tesoureira, o vice-presidente do Conselho Estudantil.

## Personagens

### Academia Ousai - Conselho Estudantil
Tsuda Takatoshi (津田 タカトシ, Tsuda Takatoshi)
Dublador: Shintarō Asanuma
Acaba de entrar na Academia Ousai, escola que era somente para garotas. No primeiro dia de aula, ele é barrado por Shino Amakusa, presidente do Conselho Estudantil, por vestir seu uniforme inadequadamente. Nesse momento, ele foi convidado a fazer parte do Conselho Estudantil como vice-presidente. Takatoshi é um adolescente comum: sem muito interesse por garotas, sem nenhuma qualidade destacável e sem uma grande persipicácia. Como pode ser observado ao longo da série, Takatoshi é quem repreende Shino, a presidente, e Aria, a secretária, quando fazem piadas pervertidas. Ele também chega a admitir que é masoquista, por aguentar estar no Conselho Estudantil.
Amakusa Shino (天草 シノ, Amakusa Shino)
Dubladora: Yokō Hikasa
É a Presidente do Conselho Estudantil e aluna do segundo ano da Academia Ousai. Ela é o tipo de estudante ideal: é inteligente, boa nos esportes, educada, possui talentos domésticos e é bonita, mas também possui muitos pensamentos pervertidos, os quais ela professa sem nenhum pudor diante das pessoas que conhece, sendo constantemente repreendida por isso. Porém, apesar disso, Shino é admirada e tida como exemplo pelos alunos da Academia Ousai. Ela tem medo de lugares altos e também tem uma paixão pelo vice presidente, Takatoshi, sentimento que ele não é capaz de notar apesar das dificuldades de Shino em escondê-lo.
Shichijō Aria (七条 アリア, Shichijō Aria)
Dubladora: Satomi Satō
É a Secretária do Conselho Estudantil, aluna do segundo ano e melhor amiga da Presidente. Assim como Shino, Aria é inteligente, bonita e educada, porém possui ainda mais pensamentos pervertidos que a presidente. Sua família é rica e por isso ela possui empregados para fazer algumas tarefas, como dar banho nela, o que a põe em situações constrangedoras quando ela fica à espera de algum empregado na escola. Geralmente ela gera alvoroço quando comenta algumas de suas condutas incomuns relacionadas a sexualidade, mesmo que as tenha como comuns. Outro aspecto destacável de Aria é sua beleza corporal, que constantemente é alvo de inveja pelas outras garotas do conselho, em especial Shino.
Hagimura Suzu (萩村 スズ, Hagimura Suzu)
Dubladora: Sayuri Yahagi
É a Tesoureira do Conselho Estudantil e, assim como Takatoshi, novata na Academia Ousai. Suzu sempre é confundida com uma criança por causa da sua baixa estatura, mas ela tem 16 anos, 180 de QI, fala cinco idiomas, é excelente em matemática e, diferente das outras integrantes do Conselho Estudantil, geralmente não tem muitos pensamentos pervertidos, embora tenha maturidade suficiente para entendê-los. Assim como Takatoshi, ela frequentemente precisa repreender suas amigas e colegas de escola quando fazem piadas de teor sexual. Ela possui uma pequena afeição por Takatoshi, mas como ocorre com Shino, ele também não percebe os dela. Outro aspecto notável de Suzu é que as piadas sobre seu tamanho provocam grande irritação na garota, mas não se limitam a isso: a câmera do anime frequentemente a oculta dependendo do ângulo para reforçar essa característica, o que faz com que setas sejam dispostas pra apontar sua posição.
Yokoshima Naruko (横島 ナルコ, Yokoshima Naruko)
Dubladora: Yū Kobayashi
É a professora supervisora do Conselho Estudantil da Academia Ousai. Ela é pouca conhecida no colégio, pois dificilmente está nele. Ela se tornou professora motivada por novelas, imaginando que reeducaria delinquentes, mas na Academia Ousai, pelo fato de todos os alunos serem comportados, ela tem poucas coisas a repreender. No currículo normal, ela leciona a disciplina Inglês básico. Quando está interagindo francamente com os alunos, ela expressa seus pensamentos e condutas pervertidas de modo tão inadequado que até mesmo Shino a repreende por isso.

### Academia Ousai - Outros
Tsuda Kotomi (津田 コトミ, Tsuda Kotomi)
Dubladora: Asami Shimoda
É a irmã mais nova de Takatoshi. Ela planeja entrar em Ousai, assim como seu irmão, por ser mais próxima de casa. Diferente do irmão, Kotomi sempre tem pensamentos pervertidos, principalmente quando está junto de outros membros do Conselho Estudantil. A partir da segunda temporada, ela vira aluna da Ousai e entra pro grupo de alunos que fazem piadas sujas, sofrendo broncas constantes de seu irmão mais velho.
Hata Ranko (畑 ランコ, Hata Ranko)
Dubladora: Satomi Arai
É a presidente do clube do jornal de Ousai. Ela se considera uma jornalista profissional, sempre carregando consigo seu material, que inclui diversos aparelhos eletrônicos, para sempre estar pronta quando aparecer uma notícia. Ela é adepta do Sensacionalismo, o que a faz bisbilhotar os alunos do conselho e os professores de classe a fim de obter qualquer tipo de notícia ou fofoca que possa publicar em seus artigos, ela também distorce algumas das notícias tentando dar um sentido pervertido, pois, segundo ela, gera mais lucro.
Igarashi Kaede (五十嵐 カエデ, Igarashi Kaede)
Dubladora: Emiri Katō
É a presidente do comitê moral de Ousai, sempre andando pela escola, verificando o senso de moralidade dos alunos. Ela tem androfobia, razão pela qual ela entrou na Ousai, que era uma escola para garotas. Como a Ousai se tornou mista, ela passou a ter contato frequente com meninos, em especial Takatoshi, o que geralmente a leva a ter ataques de pânico.
Mitsuba Mutsumi (三葉 ムツミ, Mitsuba Mutsumi)
Dubladora: Chiaki Omigawa
É a líder do clube de judô de Ousai. É exímia judoca, sempre chamando a atenção em competições do colégio. Diferente das outras garotas de Ousai, Mutsumi é muito inocente, o que causa confusão em sua cabeça quando fala com a Presidente. Ela está na classe de Takatoshi e tem uma queda por ele.
Todoroki Nene (轟 ネネ, Todoroki Nene)
Dubladora: Shiina Hekiru
É a chefe do clube de pesquisa robótica. Ela é uma amiga muito próxima de Suzu e também é extremamente pervertida, geralmente usando aparelhos eletrônicos e robôs que são utilizados em seu clube para fazer piadas sujas e comentários relacionados.
Daimon (professor) (大門先生, Daimon-sensei)
Dublador: Kentarou Tone
É o professor de Educação física do colégio Ousai e também o professor supervisor do clube de Judô. Em dado momento da série, surge um boato popular entre os alunos de que ele teria uma paixão pela professora Michishita, uma jovem tutora que trabalha no mesmo colégio.
Michishita (professor) (道下先生, Michishita-sensei)
Dubladora: Saki Ooyama
É uma das poucas professoras do colégio Ousai que recebe algum destaque na animação. Ela é a supervisora do clube de canto do colégio e está relacionada ao professor Daimon, com quem se especula um possível relacionamento, e com a professora Naruko, sua colega de trabalho.
Kaoru Toki (時 カオル, Toki Kaoru)
Dubladora: Miho Hino
De apelido Tokki (em kanjis,トッキ), Kaoru é uma das personagens introduzidas na segunda temporada do anime. Ela é uma amiga de Kotomi, apesar de não compartilhar dos mesmos pensamentos pervertidos da irmã de Takatoshi e até mesmo repreendê-la por causa deles. Tokki aparenta a primeira vista ser uma garota rude, que tem voz grossa e desrespeita as regras da escola, contudo, grande parte de suas "afrontas" acontece por pura confusão da mesma, que é bastante desastrada e não tem senso de direção.

### Academia Eiryou
Chihiro Uomi (魚見 チヒロ, Chihiro Uomi)
Dubladora: Chiwa Saitō
É a presidente do conselho estudantil do colégio Eiryou, uma escola mista de ensino médio com quem a Ousai tem boas relações. Ela passa a ter aparições mais frequentes após os primeiros OVA (que complementam a primeira temporada) e na segunda temporada do anime. Ela se encontra pela primeira vez com o conselho estudantil da Ousai após um projeto de "intercâmbio" entre as duas escolas propostas por Shino Amakusa. Desde então, Uomi se torna visitante recorrente da Ousai, chegando ao ponto de um dos alunos do conselho estudantil até mesmo comentar que "ela aparecia tanto por lá que seu próprio rosto era como um passe escolar pra entrar na escola". Ela também compartilha dos pensamentos pervertidos de Shino, o que a faz ter um bom convívio com a mesma. Em dado momento da série, parentes de Uomi e de Takatoshi se casam e os dois se tornam parentes assumidos, o que permite que Uomi se torne próxima o suficiente do garoto pra visitá-lo com frequência e até mesmo pra chamá-lo por apelido. Assim como outras alunas da Ousai, ela tem sentimentos por Takatoshi, porém se diferencia das mesmas no fato de que ela não se restringe em fazer avanços em relação a ele, o que geralmente causa alvoroços envolvendo as garotas do conselho.
Nozomi Mori (森 ノゾミ, Nozomi Mori)
Dubladora: Sumire Uesaka
É a vice presidente do conselho estudantil do colégio Eiryou. Ela cumpre uma função similar à de Takatoshi em seu colégio, repreendendo as piadas que Uomi e até mesmo Shino fazem quando ela está presente.

### Outros personagens (fora da escola)
Sayaka Dejima (出島 サヤカ, Dejima Sayaka)
Dubladora: Mutsumi Tamura
Dejima é a empregada pessoal da Aria e empregada doméstica da casa da família Shichijou. Ela é extremamente pervertida e parece ter uma afeição genuína por Aria, o que a leva a apresentar um interesse peculiar por itens de uso pessoal da garota. Ela aparenta ter capacitação para uma vasta gama de atividades, tudo em função de poder acompanhar Aria onde for necessário. Ela também faz visitas recorrentes à Ousai, o que a torna uma personagem com muitas aparições.

## Anime
Uma adaptação do mangá feita pelo estúdio GoHands sob a direção de Hiromitsu Kanazawa começou a ser exibida no Japão em 4 de Julho de 2010, pela TV Kanagawa. O tema de abertura é Educação Yamato Nadeshiko (大和撫子エデュケイション, Yamato Nadeshiko Edukeshon) por Triple Booking, cantada por Yōko Hikasa, Satomi Satō e Sayuri Yahagi, dubladoras de Shino, Aria e Suzu, respectivamente. O tema de encerramento é Primavera Azul (蒼い春, Aoi Haru), por Angela. Em sua segunda temporada, que estreou em 2014, a animação ganhou novos temas de abertura e encerramento, com Hanasaku Saikyou Legend Days, também de Triple Booking  para a abertura, e Mirai Nights, de Satomi Satō, para o encerramento.

## Ligações Externas
- «Site oficial do anime» (em japonês)
- «Site oficial do mangá (editora)» (em japonês)